# Carl Spitteler
Carl Spitteler (n. 24 aprilie 1845, Liestal⁠(d), Cantonul Basel-Provincie, Elveția – d. 29 decembrie 1924, Luzern, cantonul Lucerna, Elveția) a fost un poet, nuvelist, romancier, dramaturg, critic și eseist elvețian, laureat al Premiului Nobel pentru Literatură în 1919, considerat "cel mai cunoscut scriitor elvețian de la începutul secolului".

## Motivația Juriului Nobel
"...drept apreciere deosebită pentru epopeea sa  "Primăvara olimpică" ".

## Date biografice
Carl Spitteler s-a născut la Liestal, Elveția, pe 24 aprilie 1845. După studiul dreptului la Basel, predă un timp teologia la Zürich și Heidelberg - catedră pe care o părăsește datorită convingerilor sale ateiste. Este un timp profesor particular, apoi de liceu (la o școală de fete din Bern), în cele din urmă redactor  la Neue Züricher Zeitung. Din 1892 trăiește ca scriitor liber profesionist. În anul 1905 își ia doctoratul în filosofie la Zürich. La începutul primului război mondial  pledează pentru neutralitatea patriei sale, fiind de aceea atacat de cercurile naționaliste din Germania. Opera sa pledează în exclusivitate pentru umanism, încearcă modernizarea unor simboluri antice și a unor idei mitice, "cosmice", este influențată de gândirea filosofică a lui Schopenhauer, Nietzsche, Jacob Burckhardt și ar putea chiar fi criticată de estetism și elitarism exagerat.

## Opera
- Prometheus und Epimetheus (Prometeu și Epimeteu) - (1881)
- Extramundana (1883)
- Ei Ole (1887)
- Samojeden (1887)
- Hund und Katze (1887)
- Olaf (1887)
- Bacillus (1888)
- Das Bombardement von Åbo (1889)
- Schmetterlinge (Fluturi) - (1889)
- Der Parlamentär (1889)
- Das Wettfasten von Heimligen (1890)
- Friedli der Kolderi (1891)
- Gustav (1891)
- Literarische Gleichnisse (Ecuații literare) - (1892)
- Der Ehrgeizige (1892)
- Jumala. Ein finnisches Märchen (1893)
- Balladen (Balade) - (1896)
- Der Gotthard (1897)
- Conrad, der Leutnant  (locotenentul Conrad) - (1898)
- Lachende Wahrheiten (1898)
- Die Auffahrt  (1900)
- Hera die Braut (1901)
- Die hohe Zeit (1903)
- Ende und Wende (1904)
- Olympischer  Frühling  (Primăvara olimpică) (epopee) - vol. I (1900); vol. II (1910)
- Imago (1906)
- Glockenlieder (Cântece de clopote) - (1906)
- Die Mädchenfeinde (1907)
- Meine Beziehunger zu Nietzsche (Relațiile mele cu Nietzsche) - (1908)
- Meine frühesten Erlebnisse (1920)
- Prometheus der Dulder (Prometeu răbdătorul) - (1924)